# Stig Jacksén
Stig Börje Jacksén, född den 22 april 1919 i Bjurholms församling, Västerbottens län, död den 25 april 2000 i Katarina församling i Stockholm, var en svensk ingenjör.
Efter skolgång och beredskapstjänst under andra världskriget genomgick han Krigsskolan och blev fänrik vid Västerbottens regemente 1944, befordrad till löjtnant 1947. Åren 1950–1951 studerade han allmän, organisk och teknisk kemi vid Kungliga Tekniska högskolan och tog civilingenjörexamen där 1951. Därefter genomgick han Krigshögskolan och 1955 utnämndes han till kapten vid Fälttygkåren, där han stannade till 1958.
Därefter tjänstgjorde han vid Försvarets forskningsanstalt (FOA), 1958–1962 som laborator, 1962–1967 som avdelningsdirektör, 1967–1978 som överingenjör och 1978–1984 som institutionschef och chef för Huvudavdelning 4. Under sin tid vid FOA ägnade han sig mycket åt skydd mot ABC-stridsmedel.
Stig Jacksén invaldes 1979 som ledamot i Kungliga Krigsvetenskapsakademien.